# Colònia de Cap Verd
La colònia de Cap Verd fou un domini colonial portuguès a l'Àfrica occidental format per les illes de Cap Verd.

## Història
Encara que foren probablement visitades pels fenicis (que les van anomenar illes Gorgònides). L'aventurer venecià Luis Cadamosto diu que les illes foren descobertes per tres vaixells portuguesos (en un dels quals anava Cadamosto) el 1445. Diogo Gomez, pilot del infant Enric, diu que fou nomenat cap de la flota pel rei Alfons V al golf de Guinea, i que va sortir de Lisboa el 1460, i a la tornada va descobrir l'illa de Santiago el 25 de juliol de 1460 (rebent el nom per ser el dia del sant). Al arribar a Madeira les naus van ser sorpreses per una tempesta i Diogo Gomez va haver de navegar cap a les Açores; però el capità Antonio Nolla es va esperar a Madeira i finalment va arribar a Lisboa sent el primer de donar noticia del descobriment. En un document existent el rei Enric cedia aquestes illes al seu net Ferran, fill del infant Enric. No se sap exactament quan foren descobertes les altres illes, però si que se sap que la darrera fou Santo Antão. El 1462 els portuguesos van fundar a Santiago una població, Ribeira Grande (avui dia Cidade Velha), que fou el primer establiment europeu als tròpics.
La colonització es va fer lentament de manera que el 1500 només hi havia unes dotzenes d'habitants a Fogo i a Santiago i no fou fins al segle xvi que la colonització es va estendre a São Nicolau, Brava, Maio, Boa Vista i Santo Antão. La colonització es va accelerar després del 1530 quan es va crear el bisbat. La prosperitat va venir principalment dels beneficis del tràfic d'esclaus. Els corsaris britànics atacaven establiments portuguesos i el 1595 Francis Drake va atacar per dues vegades Ribeira Grande (aleshores capital de Cap Verd) en 1585. En el segle xvii va començar la desforestació, que va provocar futures sequeres i les fam consegüents.
El 1712 la capital, Santiago, fou saquejada per corsaris francesos començant un llarg període de decadència fins que el 1770 es va traslladar la capital a Villa Praia.
El final del comerç d'esclaus al segle xix va provocar una crisi econòmica que va acabar amb la prosperitat del arxipèlag però es va mantenir com escala privilegiada a meitat de l'Atlàntic per fer la travessia entre Europa i Amèrica. Mercès al seu bon port, Mindelo a São Vicente, va esdevenir un centre comercial de re-aprovisionament dels vaixells.
Le manca de recursos naturals i d'inversions portugueses va provocar un gran descontentament. Per una part els colons portuguesos refusaven tota autonomia, però la població de color, en part procedent de la Guinea Portuguesa i territoris propers, van augmentar les seves peticions durant el segle xx. De fet la intel·lectualitat independentista de Guinea Bissau va sorgir a Cap Verd. Per apaivagar el descontentament a les colònies, Portugal va modificar l'estatus jurídic el 1951 i va convertir la colònia en província ultramarina de Cap Verd. A partir de 1956, els independentistes de Cap Verd dirigits per Amílcar Cabral, i de la Guinea Portuguesa, es van aliar per formar el Partit Africà per la Independència de Guinea i Cap Verd (PAIGC).